# Jardinage respectueux du climat
 (mars 2022).
Le jardinage respectueux du climat est une pratique écologiquement vertueuse qui consiste à jardiner en réduisant ou en évitant les émissions de gaz à effet de serre des jardins et en encourageant l'absorption du dioxyde de carbone par les sols et les plantes afin de ne pas ou peu contribuer au réchauffement climatique. Il procède du jardinage durable et de la préoccupation écologique. Un « jardinier respectueux du climat » doit prendre en compte ce qui se passe dans un jardin, les matériaux qui y sont apportés, ainsi que leur impact sur l'utilisation du sol et le climat,. Il peut également apporter ou favoriser des éléments de jardin ou des activités dans le jardin qui aident à réduire les émissions de gaz à effet de serre ailleurs,.  

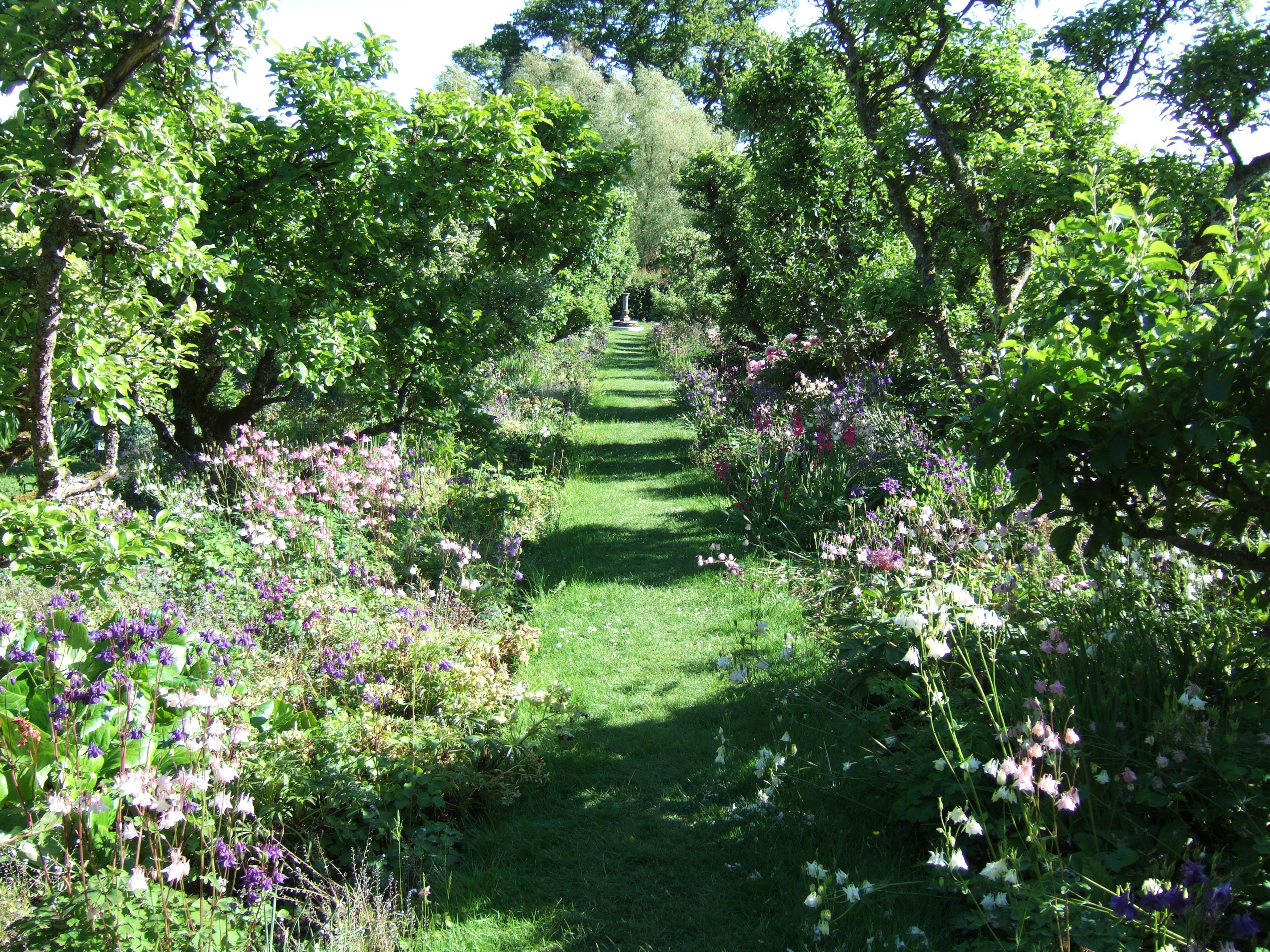
Jardin-verger montrant des arbres fruitiers, des plantes herbacées vivaces et des plantes couvre-sol, à Hergest Croft Gardens, Herefordshire, Grande-Bretagne.

## Usage des terres et gaz à effet de serre
La plupart des rejets de gaz à effet de serre à l'origine du changement climatique provient de la combustion de combustibles fossiles. Un rapport spécial du Groupe d'experts intergouvernemental sur l'évolution du climat (GIEC) a estimé qu'au cours des 150 dernières années, les combustibles fossiles et la production de ciment étaient responsables des deux tiers environ du changement climatique : l'autre tiers a pour origine l'utilisation humaine des sols. 
Les trois principaux gaz à effet de serre produits par l'utilisation non durable des terres sont le dioxyde de carbone, le méthane et le protoxyde d'azote,. Les émanations de noir de carbone et de suie peuvent également être causées par une utilisation non durable des terres et, bien qu'il ne s'agisse pas de gaz, elles se comportent comme tels et contribuent au changement climatique,.  

### Gaz carbonique
Le dioxyde de carbone, CO2, fait naturellement partie du cycle du carbone, mais les utilisations humaines des terres augmentent souvent son émission, en particulier en raison de la destruction des habitats, et des labours. Lorsque les bois, les zones humides et d'autres habitats naturels sont transformés en pâturages, champs cultivables, bâtiments et routes, le carbone du sol et la végétation rejettent du dioxyde de carbone et du méthane supplémentaires et vont piéger plus de chaleur dans l'atmosphère. 
Les jardiniers peuvent être responsables de dégagements de dioxyde de carbone supplémentaires dans l'atmosphère de plusieurs manières :
- En utilisant de la tourbe ou du terreau contenant de la tourbe[1],[4],[10],[11],[12] ;
- En achetant du mobilier de jardin ou d'autres produits en bois fabriqués à partir de forêts détruites plutôt que provenant de forêt durablement gérée[3] ;
- En creusant le sol et en le laissant à nu ce qui oxyde le carbone de la matière organique du sol[1],[4] ;
- En utilisant des outils motorisés qui consomment des combustibles fossiles ou de l'électricité générée par la combustion de combustibles fossiles[1],[4],[12],[13] ;
- En utilisant des parasols chauffants ;
- En chauffant des serres avec des combustibles fossiles ou de l'électricité générée par la combustion de combustibles fossiles[4] ;
- En brûlant les déchets de taille des arbres et les mauvaises herbes sur un feu de joie, — bien que la pyrolyse du bois transforme 35 % de son carbone (qui autrement se décomposerait en CO2) en biochar[14] qui reste stable dans le sol pendant des milliers d'années[15] ;
- En achetant des outils, des pesticides, des engrais azotés synthétiques (plus de 2 kilogrammes d'équivalent dioxyde de carbone sont produits lors de la fabrication de chaque kilogramme de nitrate d'ammonium[16]) et d'autres matériaux qui ont été fabriqués à partir de combustibles fossiles[1],[3],[4],[12],[17],[18],[19] ;
- En chauffant et en traitant des piscines, ce qui consomme des combustibles fossiles ou de l'électricité générée par la combustion de combustibles fossiles[3] ;
- En arrosant les jardins avec de l'eau du robinet, qui a été traitée et pompée en brûlant des combustibles fossiles, avec un impact sur les gaz à effet de serre d'environ 1 kg CO2e/m3 d'eau[3],[4],[12],[20],[21] ;

Les jardiniers seront également responsables de dégagement de dioxyde de carbone supplémentaire lorsqu'ils achètent des produits de jardin, acheminés par des véhicules alimentés par des combustibles fossiles. 

### Méthane
Le méthane, CH4, est un élément naturel du cycle du carbone, mais les utilisations humaines des terres en produisent, en particulier à partir des sols anaérobies, des zones humides artificielles telles que les rizières et de la digestion des animaux de ferme, en particulier des ruminants (les bovins et les ovins). 
Les jardiniers peuvent être responsables de dégagements de méthane supplémentaires dans l'atmosphère de plusieurs manières :
- En compactant le sol qui devient anaérobie, en piétinant le sol lorsqu'il est mouillé, par exemple ;
- En laissant les tas de compost devenir compacts et anaérobies[4],[23] ;
- En créant des purins de feuilles de plantes telles que la consoude, avec la conséquence involontaire de méthanisation lorsqu'elles se décomposent ;
- En couvrant les mauvaises herbes récalcitrante d'eau, avec la conséquence involontaire que les plantes libèrent du méthane lors de leur décomposition ;
- En laissant les étangs devenir anaérobies, par exemple en ajoutant des espèces de poissons inadaptées qui remuent les sédiments, ce qui obstrue la lumière et tue les plantes aquatiques oxygénantes[24].

### Protoxyde d'azote
L'oxyde nitreux ou protoxyde d'azote, N2O, fait naturellement partie du cycle de l'azote, mais les activités humaines agricoles en produisent davantage,.  
Les jardiniers seront également responsables du dégagement d'oxyde nitreux supplémentaire dans l'atmosphère :
- En utilisant de l'engrais azoté synthétique, sur les pelouses, surtout s'il est appliqué lorsque les plantes ne poussent pas activement, que le sol est compacté ou lorsque d'autres facteurs limitent l'utilisation de l'azote par les plantes[20],[27],[28] ;
- En compactant le sol (par exemple en travaillant dans le jardin lorsque le sol est humide), ce qui va augmenter la conversion des nitrates en protoxyde d'azote par les bactéries du sol[27] ;
- En brûlant des déchets de jardin surtout sur des feux ouverts.

### Noir de carbone
Le noir de carbone n'est pas un gaz, mais il agit comme un gaz à effet de serre car il peut se retrouver en suspension dans l'atmosphère et absorber de la chaleur,.
Les jardiniers sont responsables de l'émanation de carbone noir supplémentaire dans l'atmosphère en brûlant les émondes et les mauvaises herbes du jardin, en particulier si les déchets sont humides et deviennent du carbone noir sous forme de suie. Ils seront également responsables de l'émission de noir de carbone lorsqu'ils achètent des produits de jardin transportés dans les magasins par des véhicules à moteur thermique consommant des hydrocarbures fossiles, en particulier le diesel utilisé dans la plupart des camions.

## Jardiner pour réduire les émissions de gaz à effet de serre et absorber le dioxyde de carbone
Il existe de nombreuses façons pour les jardiniers respectueux du climat de réduire leur contribution au changement climatique et d'aider leurs jardins à absorber le dioxyde de carbone de l'atmosphère,,,,.
De nombreuses autres approches durables, inspirent les pratiques de jardinage respectueux du climat :
- Agroforesterie ;
- Jardinage forestier ;
- Vergers ;
- Jardinage biologique ;
- Permaculture ;
- Jardin de pluie ;
- Jardinage biologique végétalien ;
- Jardinage hydrique (jardin xérophile, avec notamment des espèces xérophiles) ;
- Jardin sauvage ;
- Biochar[15].

## Protection et valorisation des réserves de carbone

### Protection des réserves de carbone au-delà des jardins

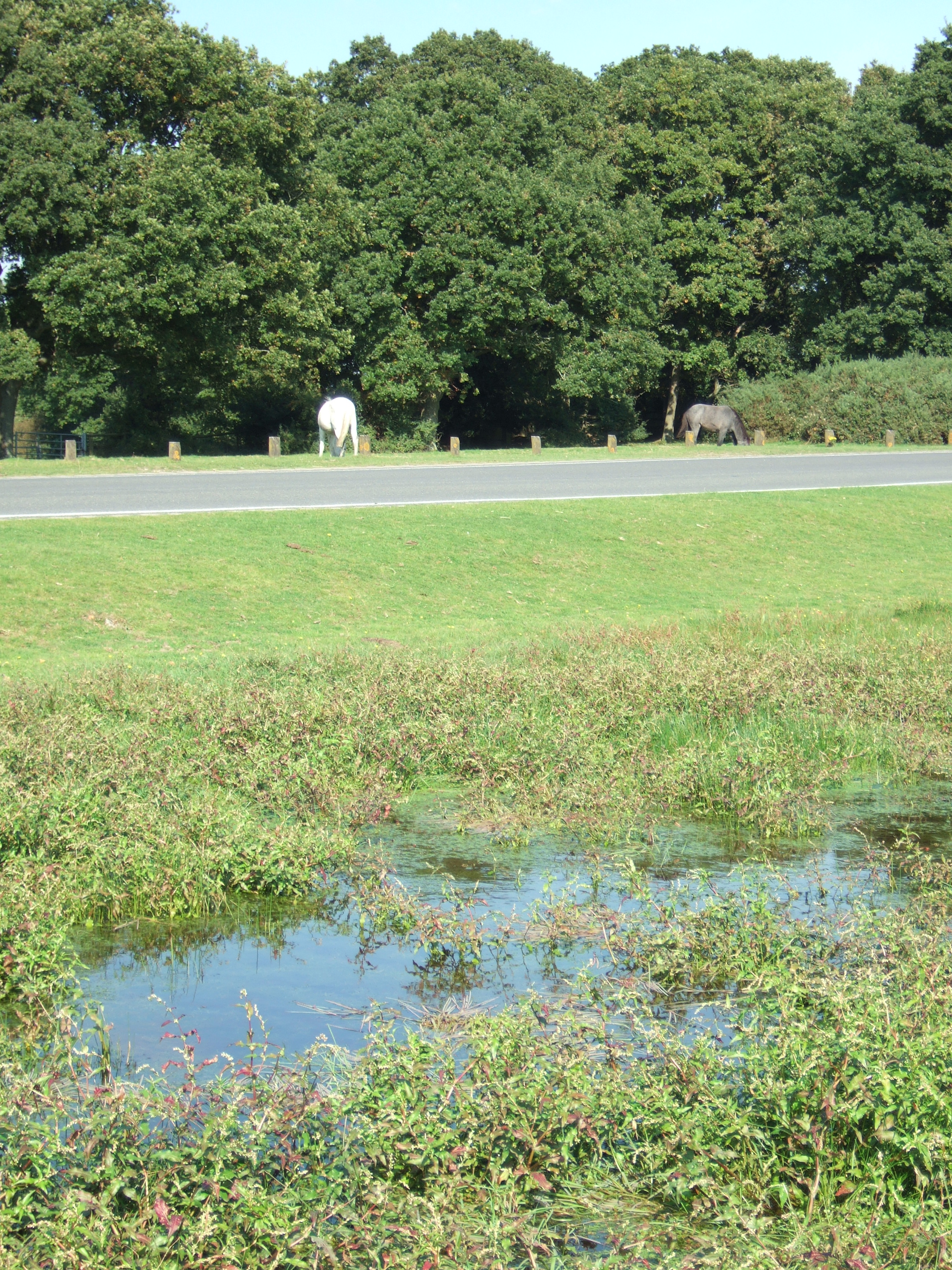
Bois et zones humides dans la New Forest, Hampshire

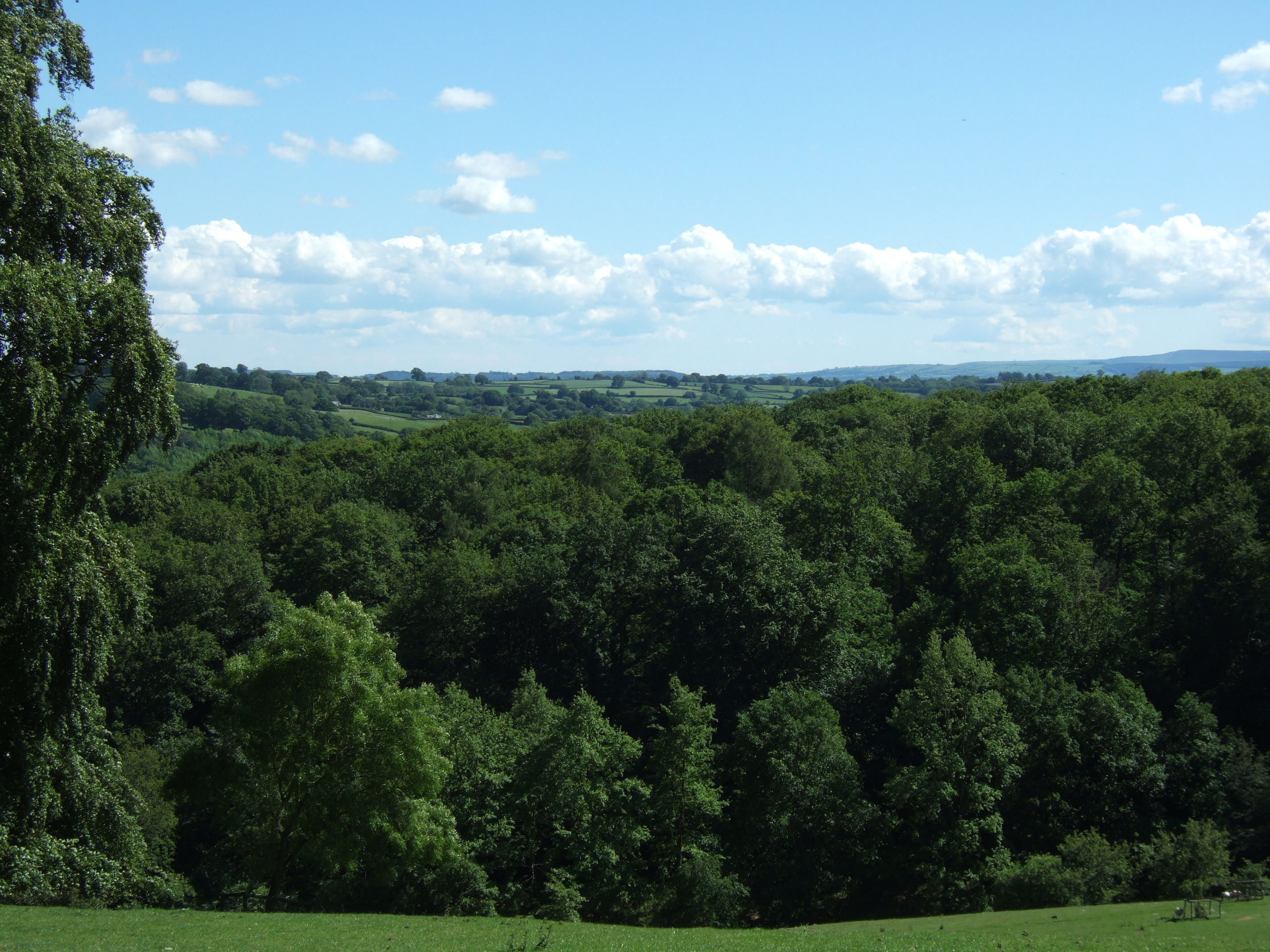
Bois et arbres dans le Herefordshire

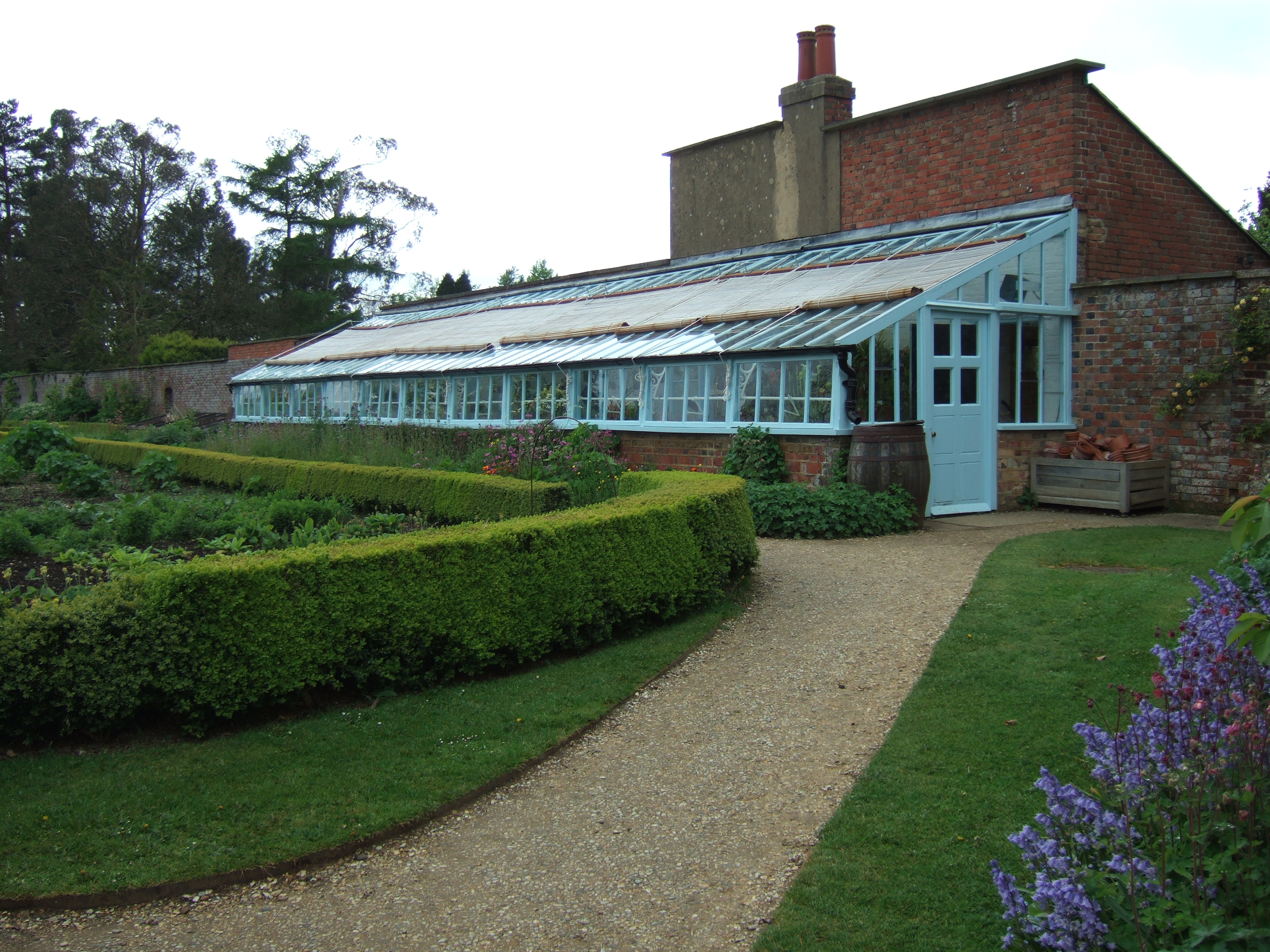
Potager à la maison de Charles Darwin, Down House, Kent, avec serre, pièce d'eau, couverture de boîte et lits de légumes.

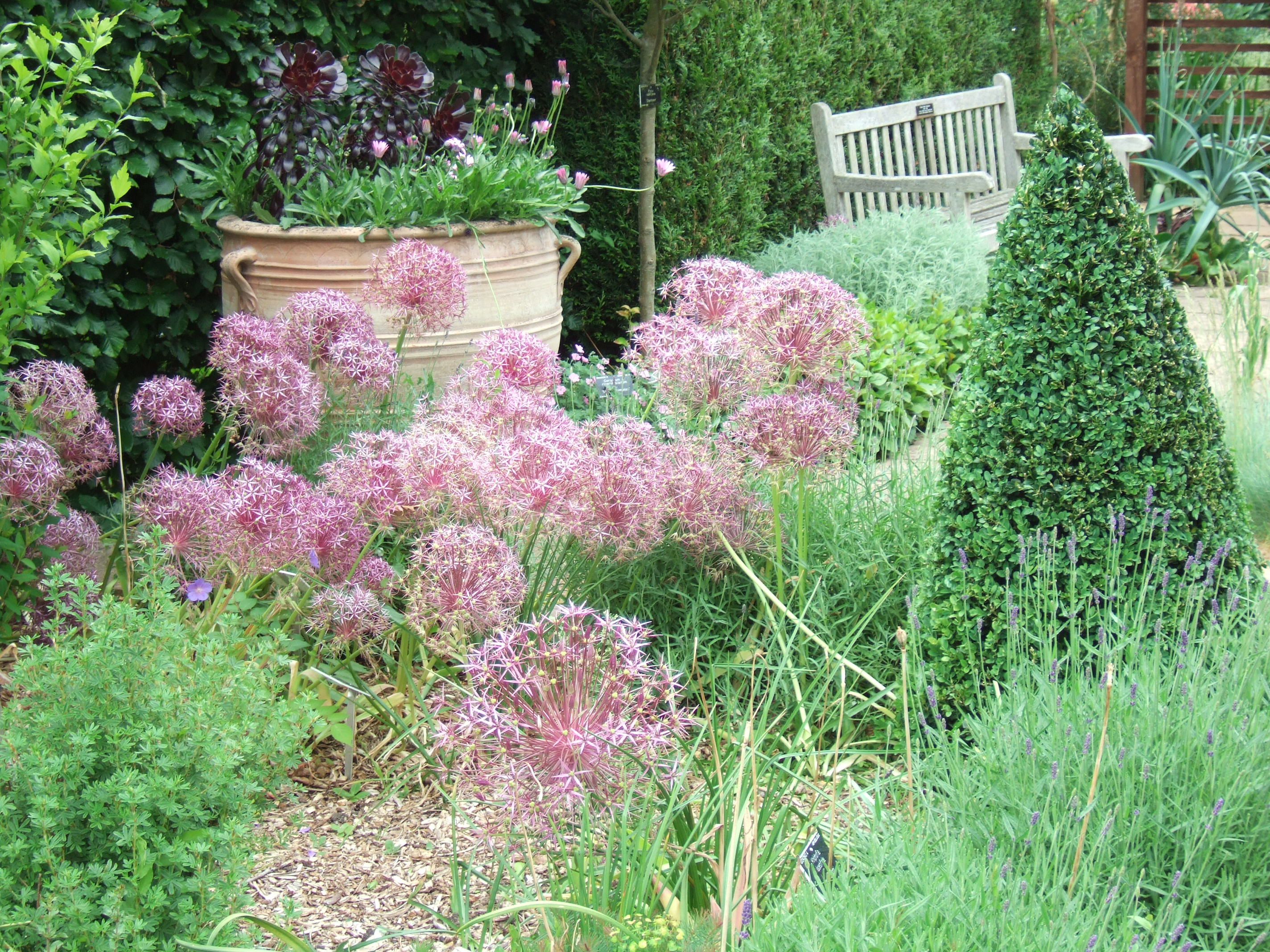
Alliums, lavande, buis et autres plantes économes en eau dans le jardin sec du jardin botanique de Cambridge

Le jardinage respectueux du climat comprend des actions qui protègent les réservoirs de carbone au-delà des jardins. Les plus grands stockages terrestres se trouvent dans le sol ; les deux types d'habitats avec les plus grands réservoirs de carbone à l'hectare sont les forêts et les zones humides ; et les bois absorbent plus de dioxyde de carbone par hectare et par an que la plupart des autres habitats. Le jardinage durable vise donc à protéger ces habitats.
Selon James I. L. Morison et Mike D. Morecroft in Plant Growth and Climate Change, la production primaire nette (la quantité nette de carbone absorbée chaque année) de divers habitats est :
- Forêts tropicales : 12,5 tonnes de carbone par hectare et par an ;
- Forêts tempérées : 7,7 tonnes de carbone par hectare et par an ;
- Prairies tempérées : 3,7 tonnes de carbone par hectare et par an ;
- Terres cultivées : 3,1 tonnes de carbone par hectare et par an.

Le rapport spécial du GIEC, nommé Utilisation des terres, changement d'affectation des terres et foresterie, répertorie le carbone contenu dans différents habitats mondiaux comme suit :
- Zones humides : 643 tonnes de carbone par hectare dans le sol + 43 tonnes de carbone par hectare en végétation = total de 686 tonnes de carbone par hectare ;
- Forêts tropicales : 123 tonnes de carbone par hectare dans le sol + 120 tonnes de carbone par hectare dans la végétation = total de 243 tonnes de carbone par hectare ;
- Forêts tempérées : 96 tonnes de carbone par hectare dans le sol + 57 tonnes de carbone par hectare dans la végétation = total de 153 tonnes de carbone par hectare ;
- Prairies tempérées : 164 tonnes de carbone par hectare dans le sol + 7 tonnes de carbone par hectare en végétation = total de 171 tonnes de carbone par hectare ;
- Terres cultivées : 80 tonnes de carbone par hectare dans le sol + 2 tonnes de carbone par hectare en végétation = total de 82 tonnes de carbone par hectare.

Les chiffres cités ci-dessus sont des moyennes mondiales. Des recherches plus récentes en 2009 ont révélé que l'habitat avec la densité de carbone totale connue la plus élevée au monde - 1 867 tonnes de carbone par hectare - est une forêt humide tempérée d'Eucalyptus regnans dans les Central Highlands du sud-est de l'Australie ; et, en général, les forêts tempérées contiennent plus de carbone que les forêts boréales ou les forêts tropicales. 

### Stocks de carbone en Grande-Bretagne
Selon l'article de 1997 de Milne et Brown, « Carbon in the vegetation and soils of Great Britain », la végétation et le sol de la Grande-Bretagne sont estimés contenir 9 952 millions de tonnes de carbone, dont la quasi-totalité se trouve dans le sol, et la plupart dans le sol de tourbières écossaises :
- Sols en Écosse : 6 948 millions de tonnes de carbone ;
- Sols en Angleterre et au Pays de Galles : 2 890 millions de tonnes de carbone ;
- Végétation dans les bois et les plantations britanniques (qui ne couvrent que 11 % de la superficie terrestre britannique) : 91 millions de tonnes de carbone ;
- Autre végétation : 23 millions de tonnes de carbone.

Un rapport de 2005 a suggéré que le sol des forêts britanniques pourrait contenir jusqu'à 250 tonnes de carbone par hectare.
De nombreuses études sur le carbone du sol n'étudient que le carbone dans les 30 premiers centimètres, mais le sol est souvent beaucoup plus profond que cela, en particulier le sol forestier. Une étude réalisée en 2009 sur les réserves de carbone du Royaume-Uni par Keith Dyson et d'autres donne des chiffres pour le carbone du sol jusqu'à 100 cm au-dessous des habitats, y compris les terres forestières, les "terres cultivées" et les "prairies", couvertes par les exigences de déclaration du protocole de Kyoto. 
- Sols forestiers : les chiffres moyens en tonnes de carbone par hectare sont de 160 (Angleterre), 428 (Écosse), 203 (Pays de Galles) et 366 (Irlande du Nord).
- Sols des prairies : les chiffres moyens en tonnes de carbone par hectare sont de 148 (Angleterre), 386 (Écosse), 171 (Pays de Galles) et 304 (Irlande du Nord).
- Sols des terres cultivées : les chiffres moyens en tonnes de carbone par hectare sont de 110 (Angleterre), 159 (Écosse), 108 (Pays de Galles) et 222 (Irlande du Nord).

### Protection des réservoirs de carbone dans les zones humides

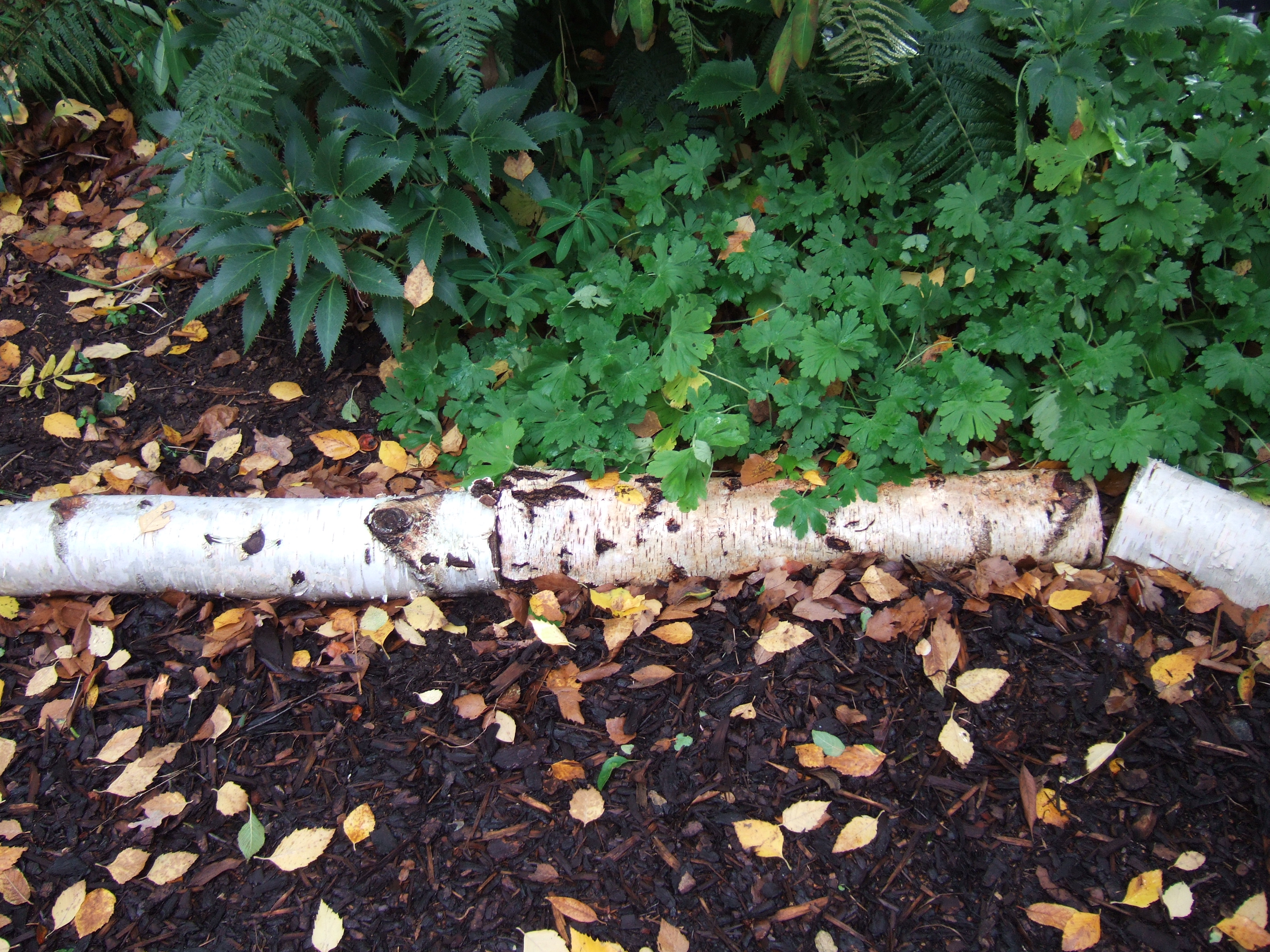
Pavage perméable de copeaux de bois avec bordure en bois de bouleau au jardin de la Royal Horticultural Society à Wisley

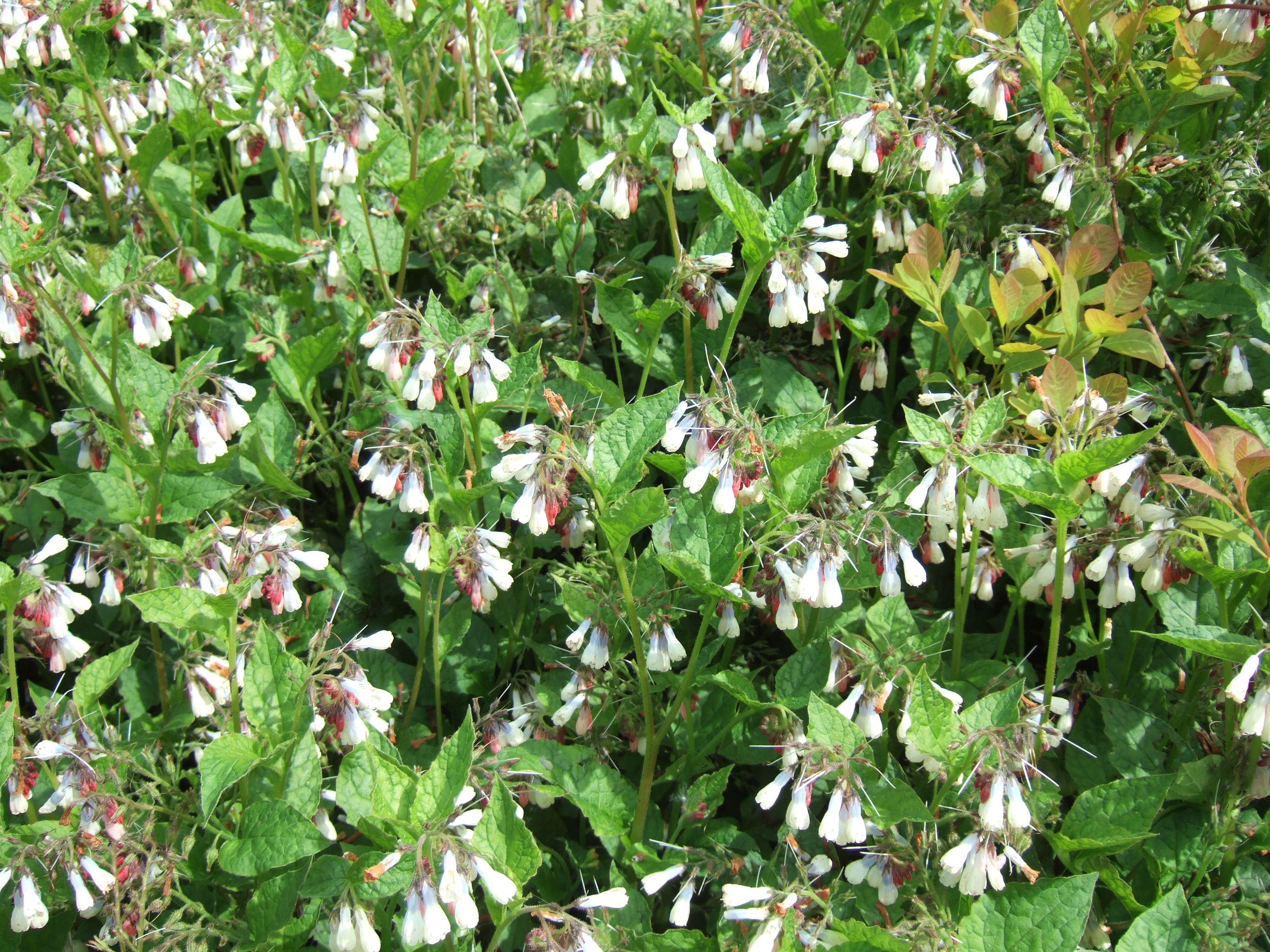
Plante couvre-sol et jardin de pluie - Symphytum grandiflorum, consoude rampante (avec Cotinus coggygria)

Le jardinier respectueux du climat utilise des composts sans tourbe, car certains des plus grands réservoirs de carbone de la planète se trouvent dans le sol, et en particulier dans le sol tourbeux des zones humides.
Le rapport spécial du GIEC sur l'utilisation des terres, le changement d'affectation des terres et la foresterie donne un chiffre de 2011 gigatonnes de carbone pour les stocks mondiaux de carbone dans le mètre supérieur des sols, bien plus que les stocks de carbone dans la végétation ou l'atmosphère. 
Les jardiniers respectueux du climat évitent également d'utiliser l'eau du robinet non seulement à cause des gaz à effet de serre émis lorsque les combustibles fossiles sont brûlés pour traiter et pomper l'eau, mais parce que si l'eau est prélevée dans les zones humides, les réserves de carbone sont plus susceptibles d'être oxydées en dioxyde de carbone.
Un jardin respectueux du climat ne contient donc pas de grandes pelouses irriguées, mais plutôt des récupérateurs d'eau de pluie ; des plantes économes en eau qui survivent grâce à l'eau de pluie et n'ont pas besoin d'être arrosées après repiquage ; des arbres, des arbustes et des haies pour protéger les jardins des effets desséchants du soleil et du vent ; et des plantes couvre-sol et du paillis organique pour protéger le sol et le garder humide,,,,.
Les surfaces pavées des jardins (qui sont réduites au minimum pour augmenter les réserves de carbone) doivent être perméables, et la création de jardins pluviaux, des zones en contrebas dans lesquelles l'eau de pluie des bâtiments et du pavage est dirigée doivent permettre à la pluie d'être renvoyée dans les eaux souterraines plutôt que d'aller dans les drains pluviaux. Les plantes des jardins pluviaux doivent pouvoir pousser dans des sols secs et humides,.

### Protection des réserves de carbone dans les bois
Les zones humides peuvent stocker le plus de carbone dans leurs sols, mais le bois stocke plus de carbone dans sa biomasse vivante que tout autre type de végétation, et les sols des forêts stockent le plus de carbone après les zones humides. Tous les produits en bois achetés, comme les meubles de jardin, devraient être fabriqués à partir de bois provenant de forêts gérées de manière durable.

### Protection et augmentation des réserves de carbone dans les jardins

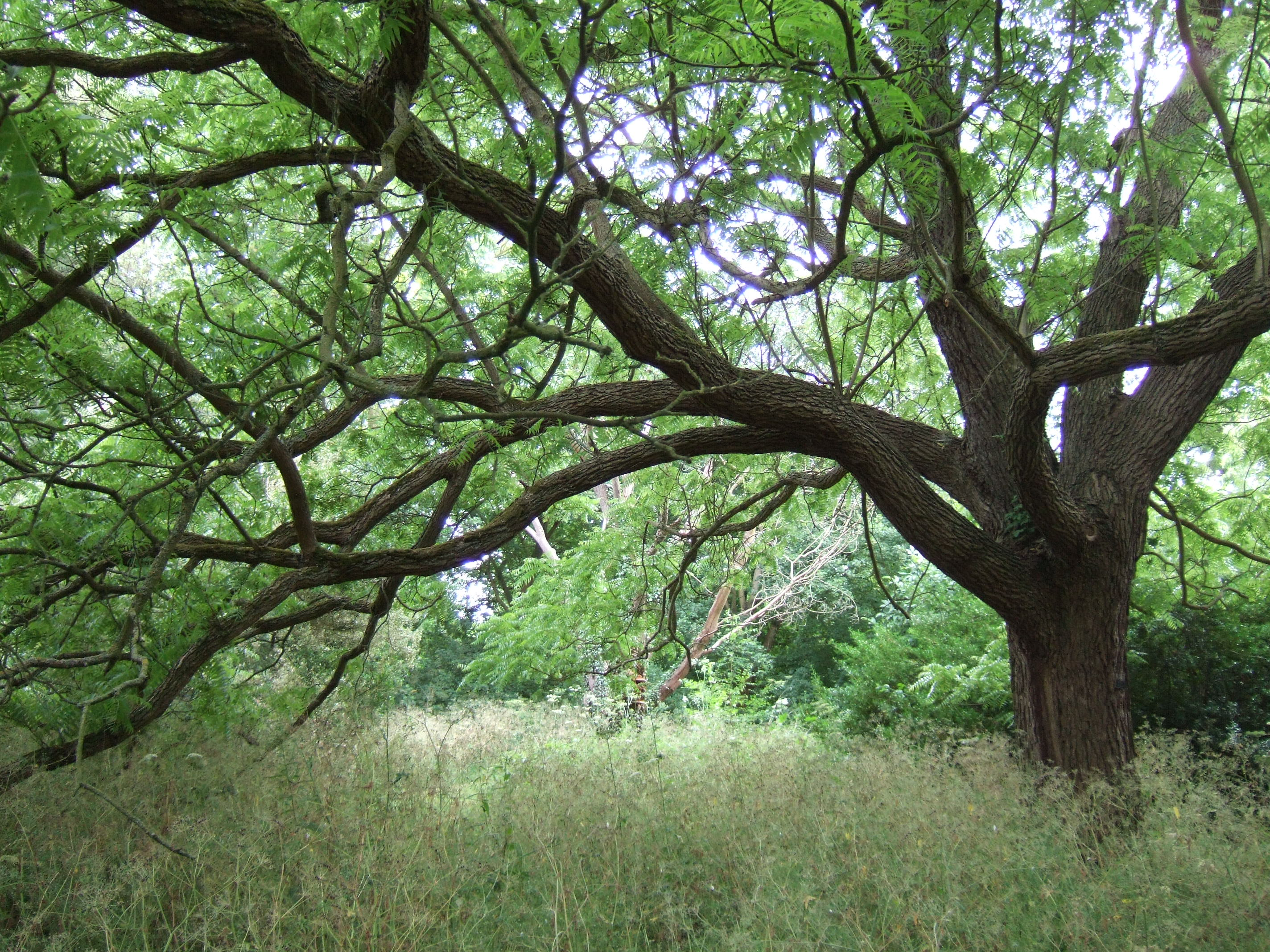
Juglans elaeopyren, un noyer américain, au jardin botanique de Cambridge

Après les roches contenant des composés carbonatés, le sol est le plus grand réservoir de carbone sur Terre. Le carbone se trouve dans la matière organique du sol, à savoir les organismes vivants (racines des plantes, champignons, animaux, protistes, bactéries), les organismes morts et l'humus. Une étude sur les avantages environnementaux des jardins estime que 86 % des réserves de carbone dans les jardins se trouvent dans le sol. 

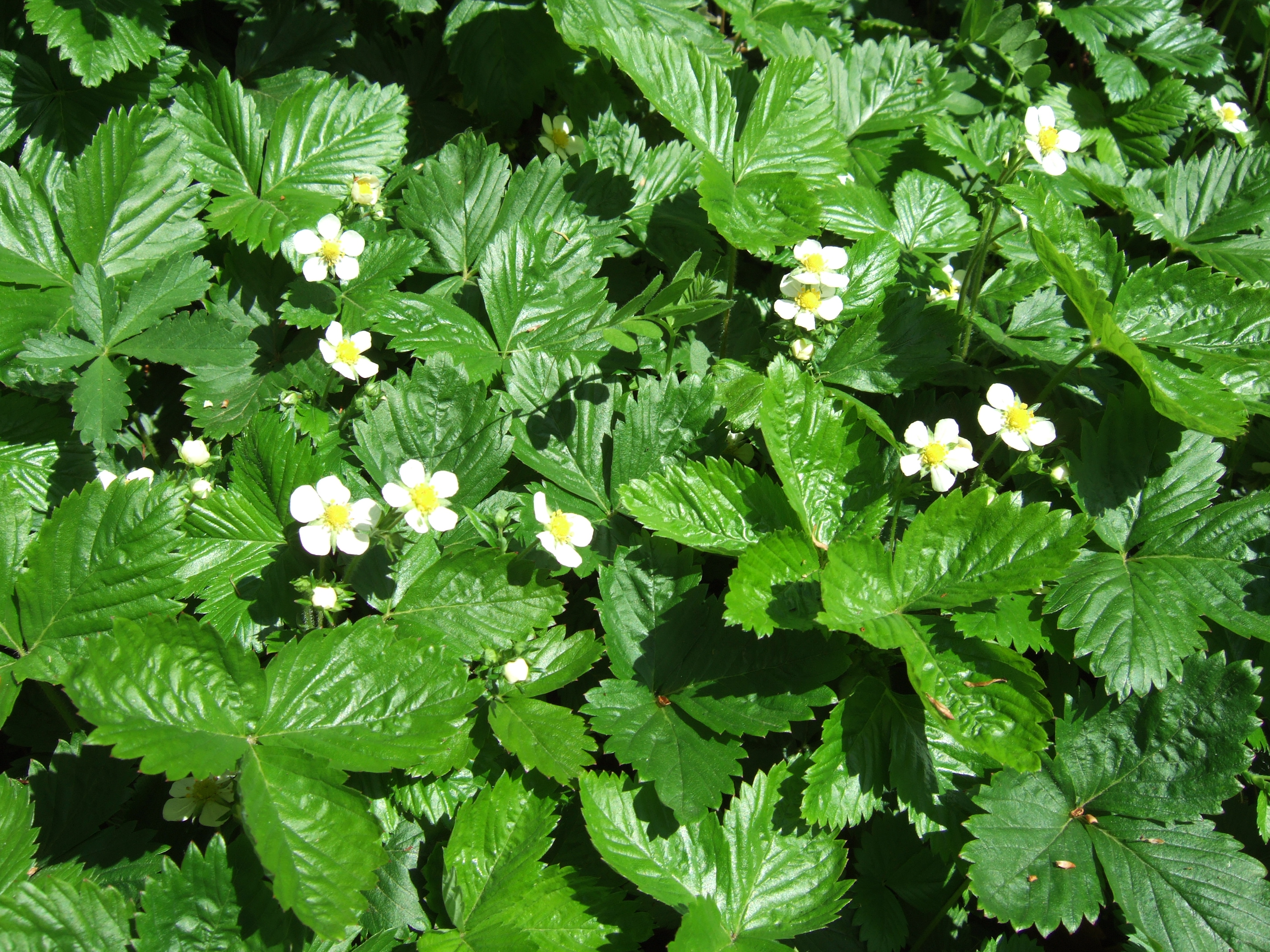
Fraises des bois en fleurs sous une haie britannique.

Les premières priorités des jardiniers respectueux du climat sont donc de :
- Protéger les réserves de carbone existantes du sol ;
- Augmenter les réserves de carbone du sol.

Pour protéger le sol, les pratiques de jardinage respectueuses du climat :
- Sont basées sur les plantes plutôt que sur les bâtiments et le pavage[13],[39] ;
- Maintiennent un sol à une température relativement stable à l'abri des arbres, des arbustes et/ou des haies[40] ;
- Maintiennent un sol toujours couvert et donc humide et à une température relativement stable grâce à des plantes couvre-sol, des engrais verts à croissance rapide (qui peuvent être utilisés comme culture intercalaire dans les potagers de légumes annuels) et/ou des paillages organiques[1],[40],[41].

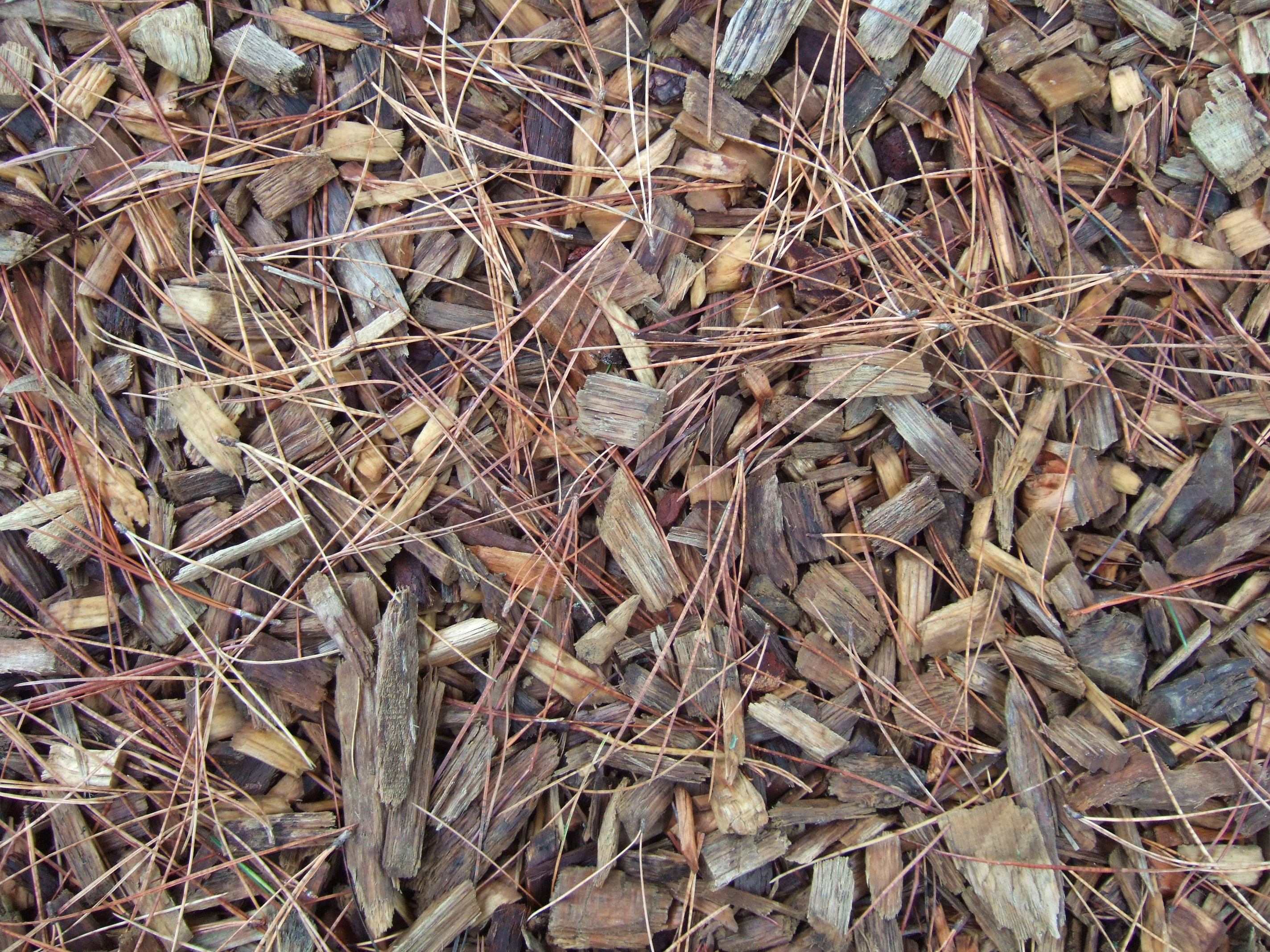
Paillis de copeaux de bois protégeant le sol au jardin de la Royal Horticultural Society à Wisley dans le Surrey.

Il convient d'éviter les choses qui peuvent endommager le sol. Ne pas marcher sur le sol lorsqu'il est mouillé, car il est alors plus susceptible d'être compacté. Creuser et labourer le moins possible, et seulement lorsque le sol est humide plutôt que mouillé, car la culture augmente l'oxydation de la matière organique du sol et produit du dioxyde de carbone,,,,.
Pour augmenter les réserves de carbone du sol, les jardiniers respectueux du climat veillent à ce que leurs jardins créent des conditions optimales pour une croissance saine et vigoureuse des plantes et d'autres organismes du jardin au-dessus et au-dessous du sol, et réduisent l'impact de tout facteur limitant.
En général, plus les plantes peuvent créer de biomasse chaque année, plus de carbone sera ajouté au sol,. Cependant, seule une partie de la biomasse chaque année devient du carbone du sol ou de l'humus à long terme. Dans Soil Carbon and Organic Farming, un rapport de 2009 pour la Soil Association, Gundula Azeez discute de plusieurs facteurs qui augmentent la quantité de biomasse transformée en humus. Ceux-ci comprennent une bonne structure du sol, des organismes du sol tels que des poils racinaires fins, des micro-organismes, des mycorhizes et des vers de terre qui augmentent l'agrégation du sol, des déchets de plantes (comme des arbres et des arbustes) qui ont une teneur élevée en produits chimiques résistants tels que la lignine et des résidus de plantes avec un rapport carbone sur azote inférieur à environ 32 sur 1. 

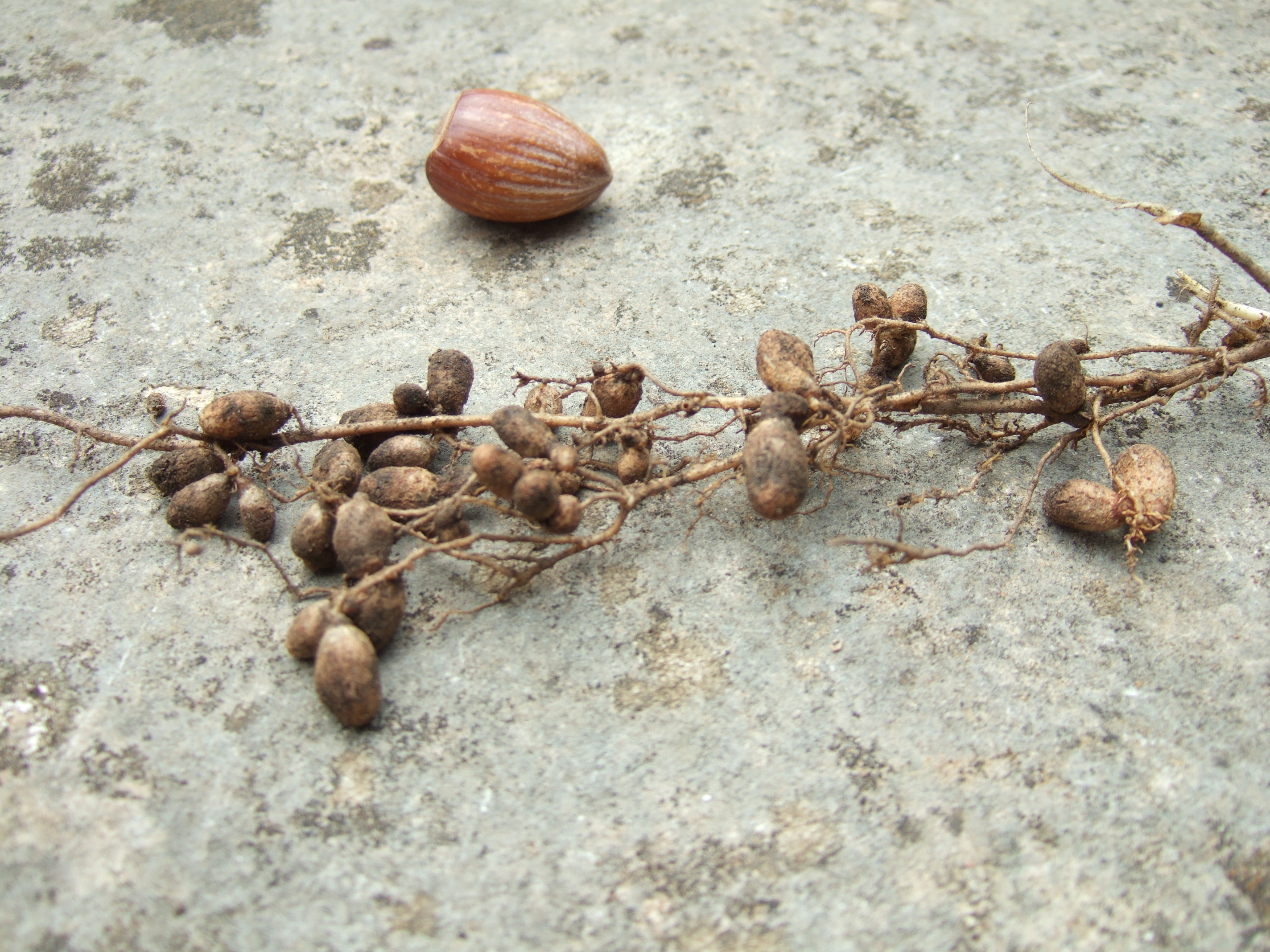
Nodules fixateurs d'azote sur les racines de glycine (une noisette donne l'échelle)

Les jardins respectueux du climat comprennent donc :
- Des haies pour s'abriter du vent [40],[41] ;
- Une légère canopée d'arbres à feuilles caduques à feuilles tardives pour laisser entrer suffisamment de soleil pour la croissance, mais pas trop pour que le jardin devienne trop chaud et sec[41] (c'est l'un des principes derrière de nombreux systèmes agroforestiers, tels que l'utilisation de Paulownia en Chine, en partie parce qu'elle est à feuillage tardif et que sa canopée est clairsemée pour que les cultures en dessous reçoivent un abri mais aussi suffisamment de lumière)[46] ;
- Des plantes couvre-sol et paillis organiques (tels que des copeaux de bois sur du compost fait à partir de « déchets » de cuisine et de jardin) pour garder le sol humide et à des températures relativement stables[40],[41] ;
- Des plantes fixatrices d'azote, car l'azote du sol peut être un facteur limitant (mais les jardiniers respectueux du climat évitent les engrais azotés de synthèse, car ceux-ci peuvent provoquer la rupture des associations mycorhiziennes)[41] ;
- De nombreuses couches[41] de plantes, y compris des plantes ligneuses telles que des arbres[12] et des arbustes, d'autres plantes vivaces, des plantes couvre-sol, des plantes à racines profondes, toutes choisies pour être la « bonne plante au bon endroit »[47],[48] donc adaptées à leurs conditions de croissance ;
- Une grande diversité de plantes résistantes aux maladies et vigoureuses pour la résilience et pour tirer le meilleur parti de toutes les niches écologiques disponibles[39],[41] ;
- Plantes pour nourrir et abriter la faune, augmenter la biomasse totale et assurer le contrôle biologique des ravageurs et des maladies[49],[13],[50] ;
- Des amendements du sol à partir de déchets tels que le compost de jardin et de cuisine[12] et le biochar provenant de bois mort séché par pyrolyse[15].

Les pelouses, ou les prairies, peuvent accumuler de bons niveaux de carbone dans le sol, mais elles pousseront plus vigoureusement et stockeront plus de carbone si, en plus des graminées, elles accueillent également des plantes fixatrices d'azote telles que le trèfle, et si elles sont coupées à l'aide d'une tondeuse mulching qui renvoie les tontes finement hachées sur la pelouse. Cependant, plus de carbone peut être stocké par d'autres plantes vivaces telles que les arbres et les arbustes et ils n'ont pas besoin d'être entretenus à l'aide d'outils électriques.
Les jardins respectueux du climat verront s'accroître la biodiversité non seulement pour la faune elle-même, mais pour que l'écosystème du jardin soit résilient et plus susceptible de stocker autant de carbone que possible aussi longtemps que possible. Les pesticides sont exclus, et la diversité des habitats au sein de leurs jardins augmentera.

## Réduction des émissions de gaz à effet de serre
Jardiner en étant respectueux du climat, c'est devoir réduire directement les émissions de gaz à effet de serre des jardins, mais également utiliser ceux-ci pour réduire indirectement les émissions de gaz à effet de serre global.

### Les jardins pour réduire les émissions de gaz à effet de serre
On peut utiliser les jardins de manière à réduire les gaz à effet de serre de la planète, par exemple en utilisant le soleil et le vent pour sécher le linge sur des cordes à linge dans le jardin au lieu d'utiliser l'électricité produite par des combustibles fossiles pour sécher le linge dans des sèche-linge.

#### Des terres agricoles

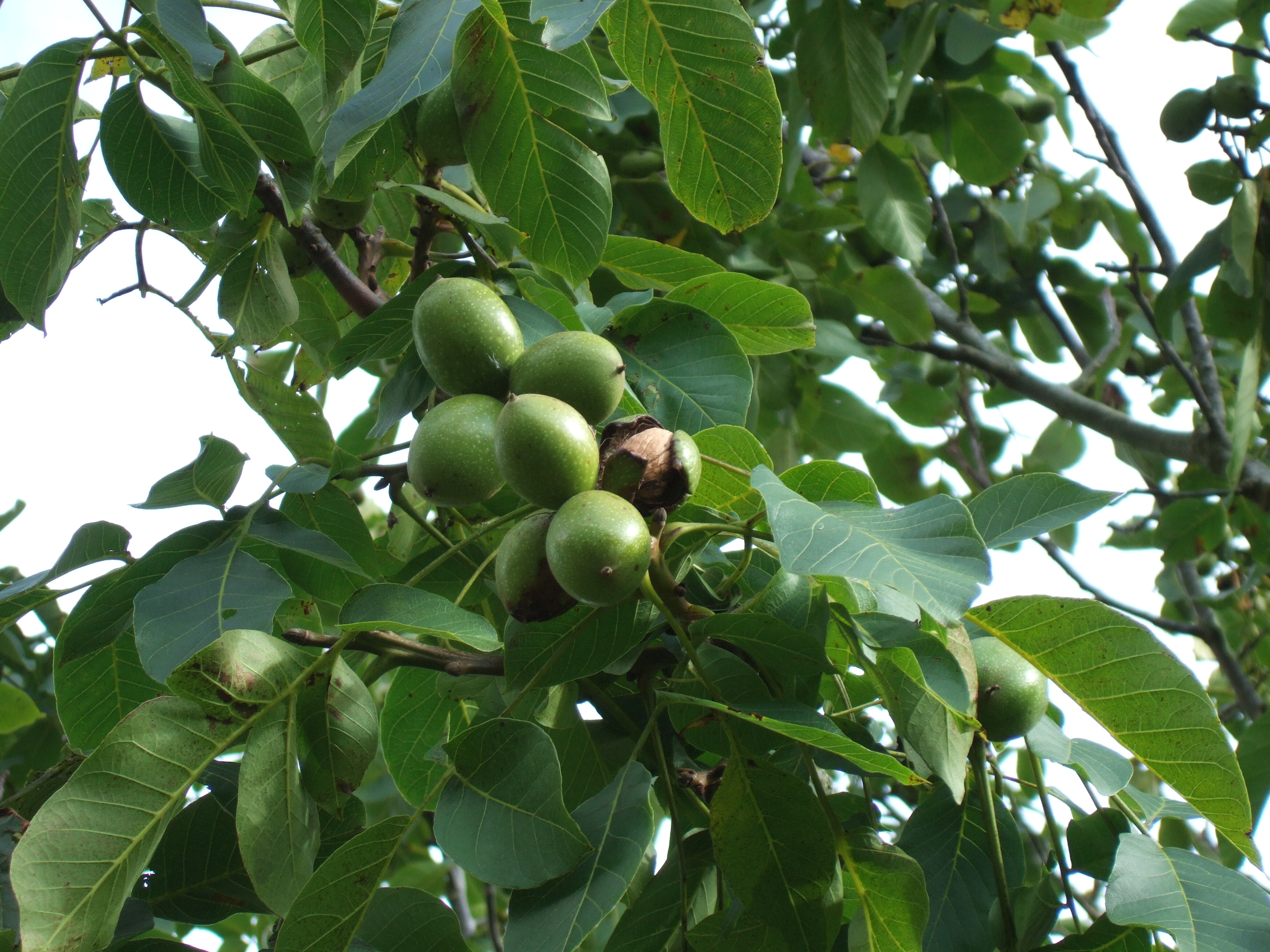
Noyer, Juglans regia, avec maturation des noix

L'agriculture et l'agroalimentaire forment un poste majeur du changement climatique. Au Royaume-Uni, selon Tara Garnett du Food Climate Research Network, l'alimentation contribue à hauteur de 19 % aux émissions de gaz à effet de serre du pays. 
Le sol est le plus grand réservoir de carbone sur Terre. Il est donc important de protéger la matière organique du sol des terres agricoles. Cependant, les animaux de ferme, en particulier les porcs élevés en liberté, peuvent favoriser l'érosion et la culture du sol, augmentent l'oxydation de la matière organique du sol en dioxyde de carbone. D'autres sources de gaz à effet de serre proviennent des terres agricoles : le compactage causé par la véhicules agricoles ou le surpâturage par le bétail peut rendre le sol anaérobie et produire du méthane ; les animaux de la ferme produisent du méthane ; et les engrais azotés peuvent se transformer en protoxyde d'azote.
La plupart des terres agricoles sont constituées de champs annuels destinés directement à la consommation humaine ou animale, et de prairies utilisées comme pâturage, foin ou ensilage pour nourrir les animaux de ferme. Certaines plantes alimentaires vivaces sont également cultivées, comme les fruits et les noix dans les vergers, et le cresson cultivé dans l'eau.
Bien que toute culture du sol dans les champs produise du dioxyde de carbone, certaines cultures causent plus de dommages au sol que d'autres. Les légumes-racines telles que les pommes de terre et les betteraves sucrières, et les cultures récoltées plusieurs fois par an sur une longue période telles que les légumes verts et les salades, sont considérées comme "à haut risque" dans l'agriculture sensible aux bassins versants,.
Les jardiniers respectueux du climat cultivent donc au moins une partie de leur nourriture,  et peuvent choisir des cultures vivrières qui aident donc à maintenir le carbone dans les sols des terres agricoles s'ils cultivent ces cultures à haut risque dans de petites parcelles de légumes dans leurs jardins, où il est plus facile pour protéger le sol que dans les grands champs soumis à des pressions commerciales. On peut donc cultiver et manger des plantes telles que le cerfeuil musqué doux qui adoucissent les aliments, et ainsi réduire la superficie nécessaire à la betterave sucrière. Ils peuvent également choisir de cultiver des plantes alimentaires vivaces non seulement pour réduire leurs émissions indirectes de gaz à effet de serre provenant des terres agricoles, mais aussi pour augmenter les réserves de carbone dans leurs propres jardins,,,.
Les prairies contiennent plus de carbone par hectare que les champs cultivés, mais les animaux de ferme, en particulier les ruminants, bovins ou ovidés, produisent de grandes quantités de méthane, soit directement, soit par leurs déjections qui peuvent également produire de l'oxyde nitreux,. Les jardiniers qui souhaitent réduire leurs émissions de gaz à effet de serre peuvent rendre plus facile le fait de manger moins de viande et de produits laitiers en cultivant des arbres à fruit à coque qui sont une bonne source d'aliments savoureux et riches en protéines, notamment les noix qui sont une excellente source d'acide gras oméga-3 acide alpha-linolénique. 
Les chercheurs et les agriculteurs étudient et améliorent des méthodes d'agriculture plus durables, telles que l'agroforesterie, l'agriculture forestière, l'agriculture de conservation de la faune, la gestion des sols, l'agriculture sensible aux bassins versants (ou l'agriculture respectueuse de l'eau). Par exemple, l'organisation Farming Futures aide les agriculteurs du Royaume-Uni à réduire les émissions de gaz à effet de serre de leurs exploitations. 
Les jardiniers qui comprennent les pratiques respectueuses du climat peuvent préconiser les labels bio par les agriculteurs. 

#### Industrie

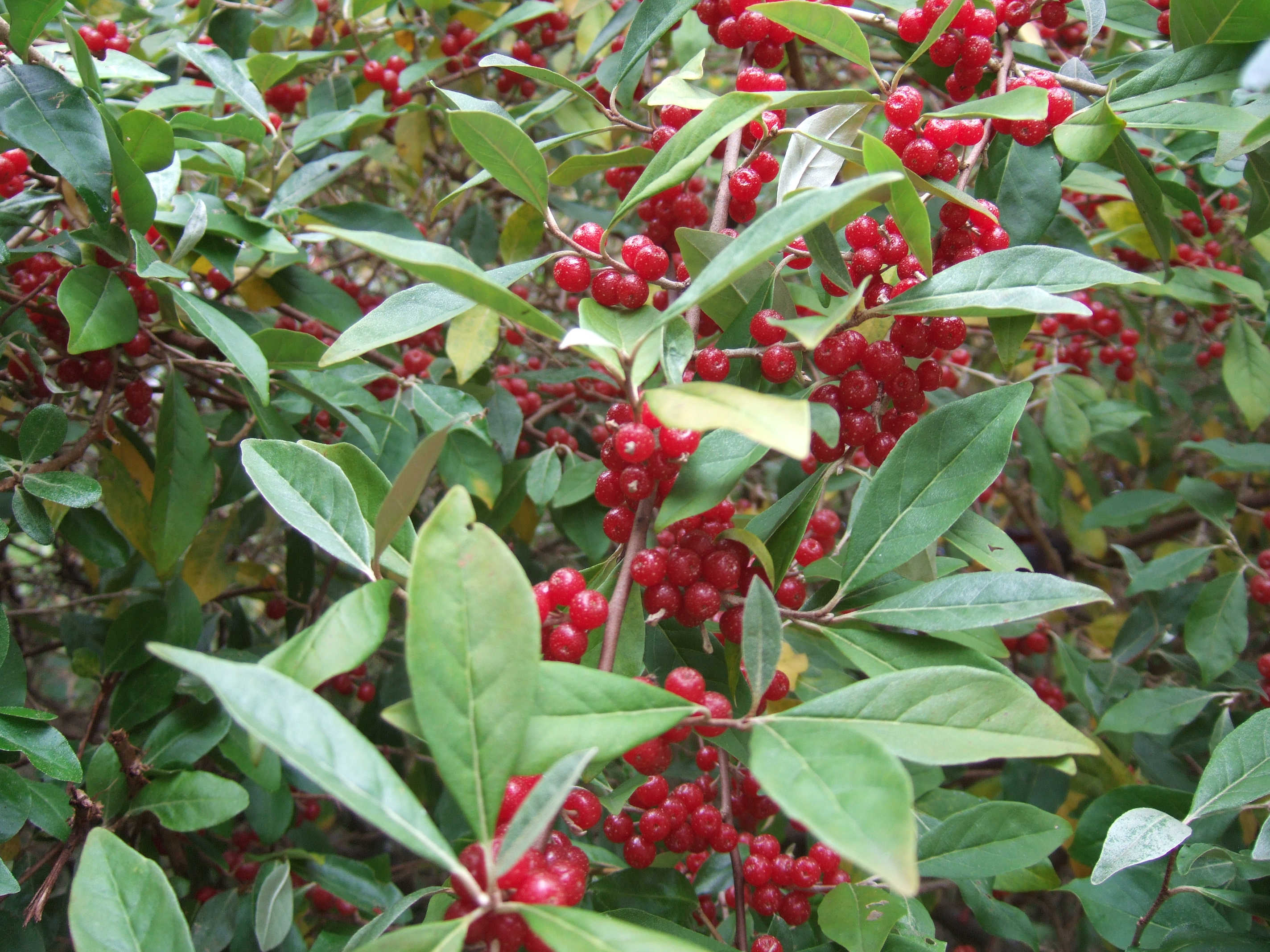
Fixation de l'azote et comestibles - Elaeagnus umbellatus au jardin forestier Agroforestry Research Trust dans le Devon

La consommation en général doit être évitée ou réduite, notamment l'eau du robinet à cause des gaz à effet de serre émis lors de la combustion des énergies fossiles pour fournir l'énergie nécessaire à leur traitement et à leur pompage.  À la place, l'eau de pluie doit être utilisée au jardin,.  
Les gaz à effet de serre sont produits dans la fabrication de nombreux matériaux et produits utilisés par les jardiniers. Par exemple, il faut beaucoup d'énergie pour produire des engrais de synthèse, notamment des engrais azotés. Le nitrate d'ammonium, par exemple, a un coût énergétique de énergie intrinsèque de 67 000 kilojoules/kilogramme, donc les jardiniers respectueux du climat choisiront d'autres moyens de s'assurer que le sol de leurs jardins a des niveaux optimaux d'azote par des moyens alternatifs tels que des plantes fixatrices d'azote.
Les jardiniers soucieux du climat s'efforceront également de suivre les principes de « cradle-to-cradle design »[Quoi ?] et d'« économie circulaire » : lorsqu'ils choisissent d'acheter ou de fabriquer quelque chose, il devrait être possible de le démonter à nouveau et de recycler ou de composter chaque pièce, afin qu'il n'y ait pas de déchets, seulement des matières premières à transformer en autre chose. Cela réduira les gaz à effet de serre autrement produits lors de l'extraction des matières premières.

#### Transports
Les jardiniers peuvent réduire non seulement leurs kilomètres alimentaires en cultivant tout ou une partie de leur propre nourriture, mais aussi leurs « kilomètres de jardinage » en réduisant la quantité de plantes et d'autres matériaux qu'ils importent, en les obtenant le plus localement possible et avec le moins d'emballage possible. Cela pourrait inclure la commande de plantes par correspondance auprès d'une pépinière spécialisée si les plantes sont envoyées à racines nues, réduisant la demande de transport et l'utilisation de composts à base de tourbe ; ou cultiver des plantes à partir de graines, ce qui augmentera également la diversité génétique et donc la résilience ; ou multiplier les plantes végétativement à partir de boutures ou de rejets d'autres jardiniers locaux ; ou acheter des matériaux récupérés auprès d'entreprises de récupération. 

#### Maisons

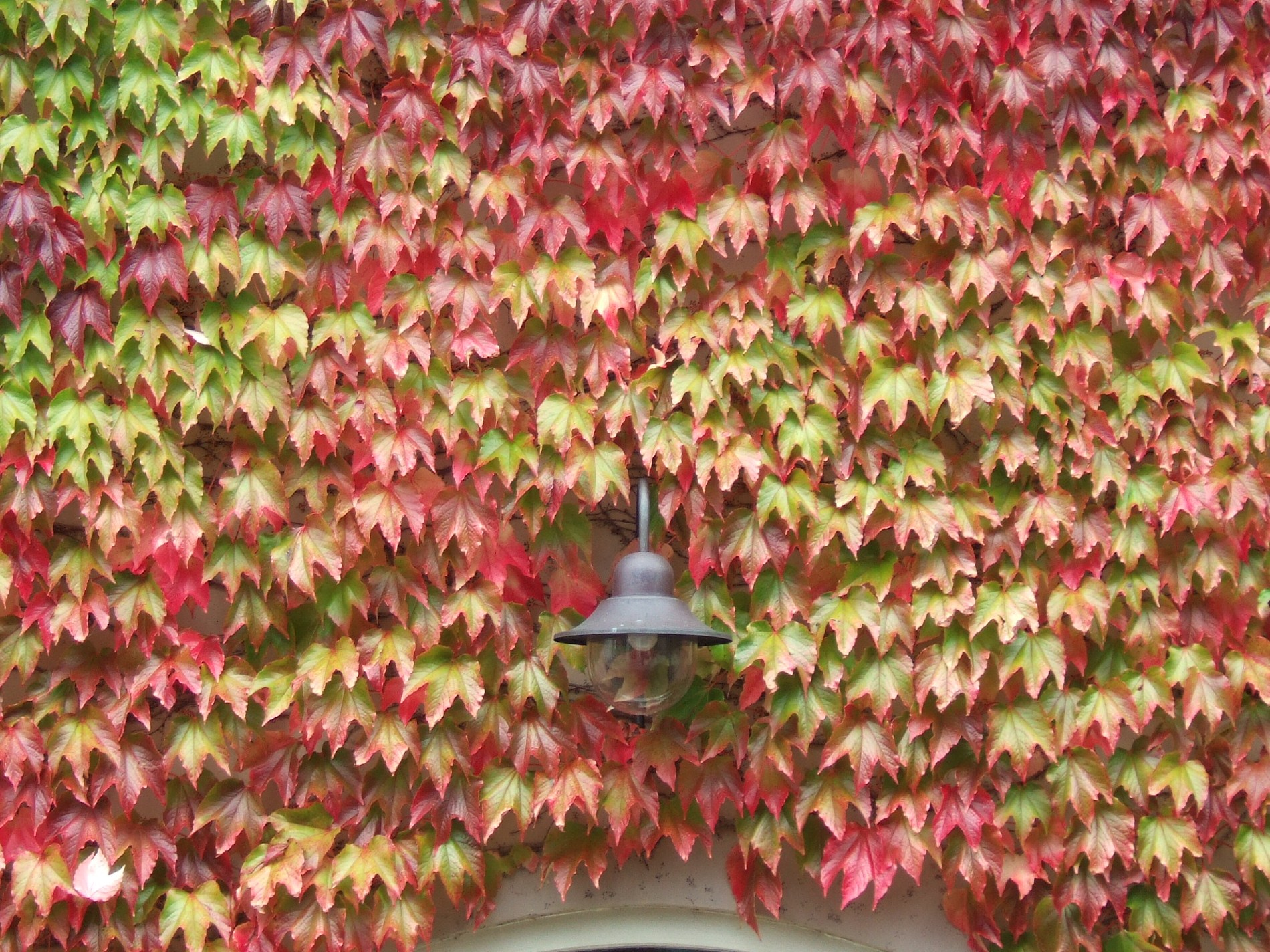
Des plantes grimpantes comme isolant - lierre de Boston, Parthenocissus tricuspidata, en automne.

Utiliser les jardins de manière à réduire les émissions de gaz à effet de serre des maisons est possible :
- En utilisant la lumière du soleil et le vent pour sécher le linge sur les cordes à linge au lieu de l'électricité générée par les combustibles fossiles pour faire fonctionner les sèche-linge ;
- En plantant des plantes grimpantes à feuilles caduques sur les maisons et planter des arbres à feuilles caduques à des distances appropriées de la maison pour fournir de l'ombre pendant l'été, réduisant ainsi la consommation d'électricité pour la climatisation, mais aussi de sorte qu'aux périodes plus fraîches de l'année, la lumière du soleil puisse atteindre et réchauffer une maison, réduisant frais et consommation de chauffage[5],[39] ;
- En plantant des haies, des arbres, des arbustes et des plantes grimpantes pour abriter les maisons du vent, réduisant les coûts de chauffage et la consommation pendant l'hiver (à condition que toute plantation ne crée pas d'effet de soufflerie)[62],[39] ;

Les jardiniers respectueux du climat peuvent également choisir de réduire leurs propres émissions personnelles de gaz à effet de serre en cultivant et en mangeant des plantes carminatives telles que le fenouil et l'ail qui réduisent les gaz intestinaux comme que le méthane. 

### Réduction des émissions de gaz à effet de serre des jardins

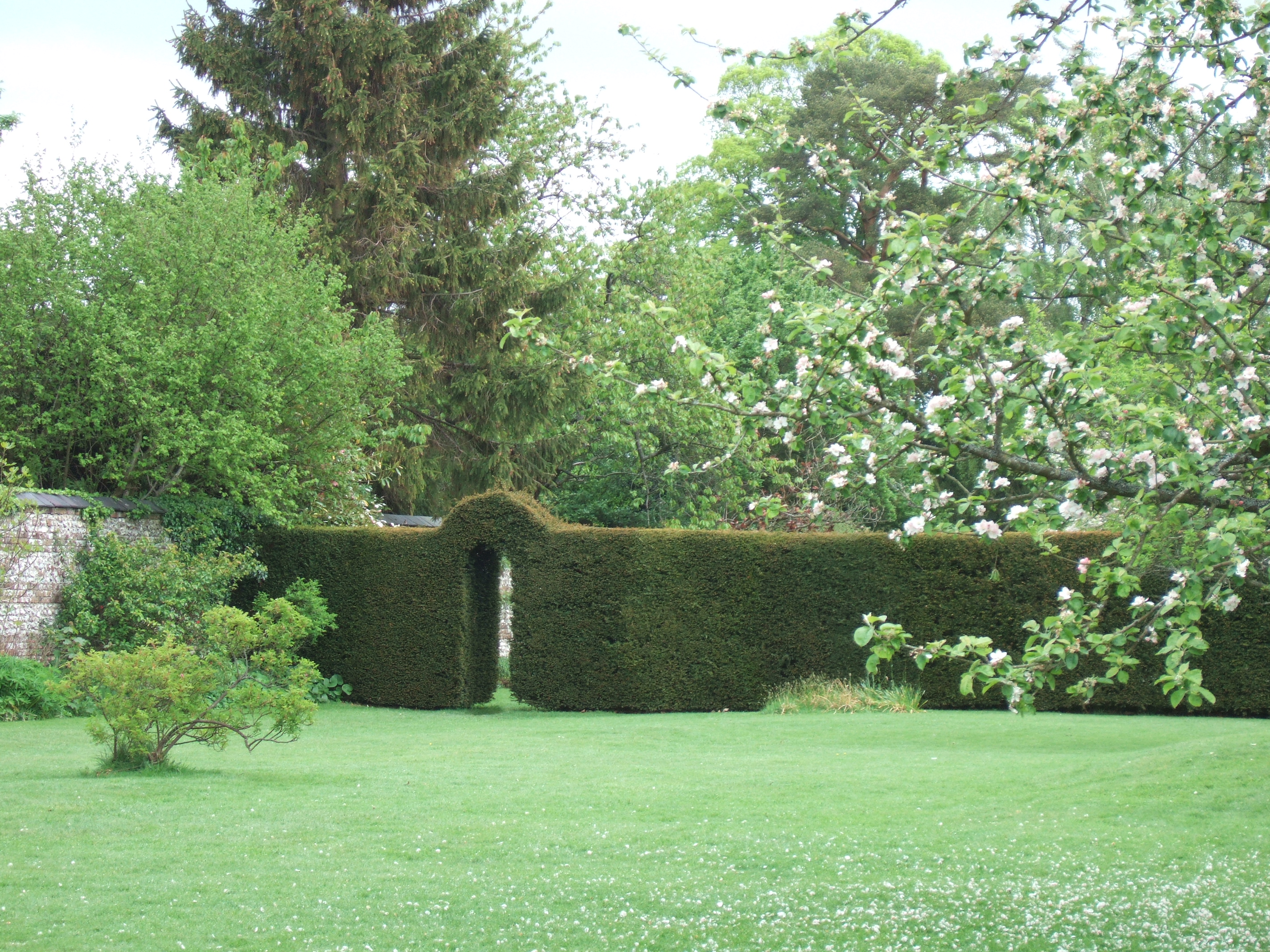
If à croissance lente, Taxus baccata, comme couverture à la maison de Charles Darwin, Down House, Kent.

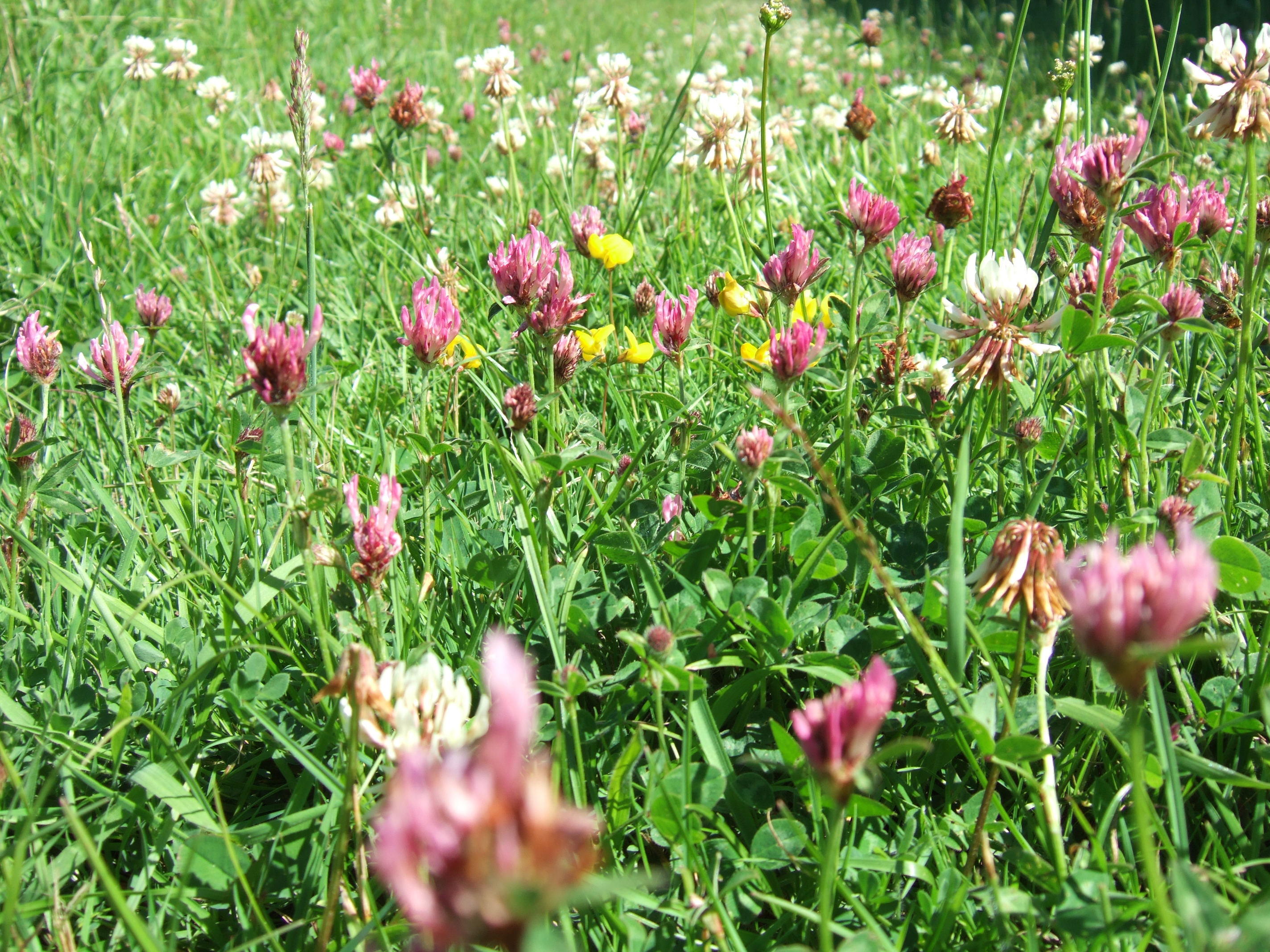
Trèfle rouge et blanc (Trifolium) fixateur d'azote comme plantes de pelouse.

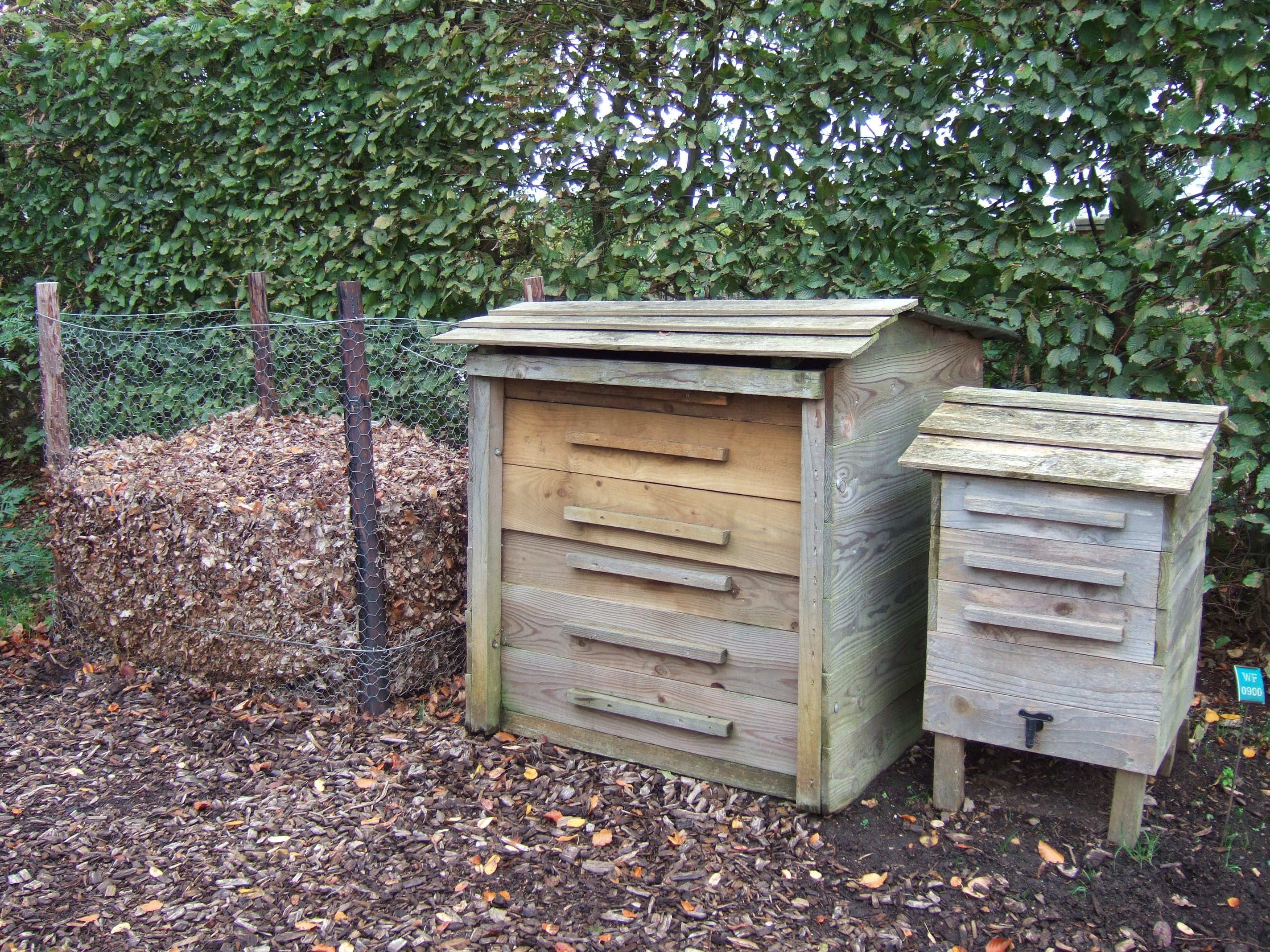
Cage à feuilles, tas de compost et hôtel à vers au jardin de la Royal Horticultural Society à Wisley.

Il existe certaines sources effectives d'émissions de gaz à effet de serre dans les jardins et d'autres plus latentes.
Les outils électriques qui fonctionnent au diesel ou à l'essence, ou à l'électricité générée par la combustion d'autres combustibles fossiles, émettent du dioxyde de carbone. Les jardiniers respectueux du climat peuvent donc choisir d'utiliser des outils à main plutôt que des outils électriques, ou des outils électriques alimentés par de l'électricité renouvelable, ou concevoir leurs jardins pour réduire ou supprimer le besoin d'utiliser des outils électriques. Par exemple, ils peuvent choisir des espèces denses et à croissance lente pour les haies afin qu'elles n'aient besoin d'être coupées qu'une fois par an. 
Les pelouses sont souvent coupées par des tondeuses à gazon et, dans les régions les plus sèches du monde, sont souvent irriguées par l'eau du robinet. Les jardiniers soucieux du climat feront donc ce qu'ils peuvent pour réduire cette consommation :
- En remplaçant une partie ou la totalité des pelouses par d'autres plantations vivaces telles que des arbres et des arbustes un d'entretien moins exigeant sur le plan écologique ;
- En ne tondant qu'une partie ou la totalité des pelouses qu'une ou deux fois par an, c'est-à-dire en les transformant en prairies ;
- En créant des formes de pelouse simples afin qu'elles puissent être coupées rapidement;
- En augmentant la hauteur de coupe des lames de tondeuse ;
- En utilisant une tondeuse déchiqueteuse pour retourner la matière organique au sol ;
- En semant du trèfle pour augmenter la vigueur (sans avoir besoin d'engrais de synthèse) et la résilience en période sèche ;
- En tondant les pelouses avec des tondeuses électriques utilisant de l'électricité issue d'énergies renouvelables ;
- En tondant les pelouses avec des outils à main tels que des tondeuses à pousser ou des faux[1],[4],[12],[40].

Les serres peuvent être utilisées pour faire pousser des cultures qui pourraient autrement être importées de climats plus chauds, mais si elles sont chauffées par des combustibles fossiles, elles peuvent provoquer plus d'émissions de gaz à effet de serre qu'elles n'en économisent. Les jardiniers respectueux du climat utiliseront donc leurs serres avec précaution :
- En choisissant uniquement des plantes annuelles qui ne seront dans la serre que pendant les mois les plus chauds, ou des plantes vivaces qui n'ont pas besoin de chaleur supplémentaire pendant l'hiver ;
- En utilisant des réservoirs d'eau comme réservoirs de chaleur et des tas de compost comme sources de chaleur à l'intérieur des serres afin qu'elles restent à l'abri du gel en hiver.

Les jardiniers respectueux du climat ne mettront pas d'émondes ligneuses sur les feux de joie, qui émettront du dioxyde de carbone et du noir de carbone en raison de la forte teneur en oxygène de ces feux, mais les brûleront plutôt à l'intérieur dans un poêle à bois et réduiront donc les émissions d'origine fossile, ou les couperont pour les utiliser comme paillis et augmenter les réserves de carbone du sol, fabriqueront du biochar par pyrolyse,  ou ajouteront les plus petits éclats de bois aux tas de compost pour les maintenir aérés, réduisant ainsi les émissions de méthane. Pour réduire le risque d'incendie, ils choisiront également des plantes résistantes au feu provenant d'habitats non sujets aux incendies et qui ne s'enflamment pas facilement, plutôt que des plantes adaptées au feu provenant d'habitats sujets aux incendies, inflammables et adaptées pour favoriser les incendies puis obtenir un avantage concurrentiel sur les espèces moins résistantes.
Les jardiniers respectueux du climat peuvent utiliser des plantes à racines profondes telles que la consoude pour rapprocher les nutriments de la surface de la couche arable, mais ils le feront sans transformer les feuilles en aliment liquide, car les feuilles en décomposition dans les conditions anaérobies sous l'eau peuvent émettre du méthane.
Les engrais azotés peuvent être oxydés en protoxyde d'azote, en particulier si l'engrais est appliqué en excès ou lorsque les plantes ne poussent pas activement. Les jardiniers respectueux du climat peuvent choisir à la place d'utiliser des plantes fixatrices d'azote qui ajouteront de l'azote au sol sans augmenter les émissions d'oxyde nitreux.